# Kościół misjonarzy na Stradomiu w Krakowie
Kościół misjonarzy na Stradomiu w Krakowie – obraz olejny namalowany przez nieznanego malarza polskiego w drugiej ćwiartce XIX wieku.
Obraz przedstawia kościół Nawrócenia św. Pawła na ul. Stradomskiej (potocznie Stradom) w Krakowie.
Obraz znajduje się w zbiorach Muzeum Narodowego w Warszawie.